# Casa Insa
Casa Insa era una ropería tradicional de la ciudad de Valencia dedicada a la confección y alquiler de ropa. Fue una de las más importantes empresas de alquiler de ropa de Valencia. Su actividad se centraba en el alquiler de indumentaria teatral, de disfraz y festiva. Así, Casa Insa proveía ropa, calzado y otros elementos similares para las festividades de todas partes del territori valenicanoo, como las procesiones del Corpus de Valencia, la Muixeranga de Algemesí o la fiesta de Moros y Cristianos de Alcoy. Estaba ubicada en el número 48 de la calle Baja de Valencia.

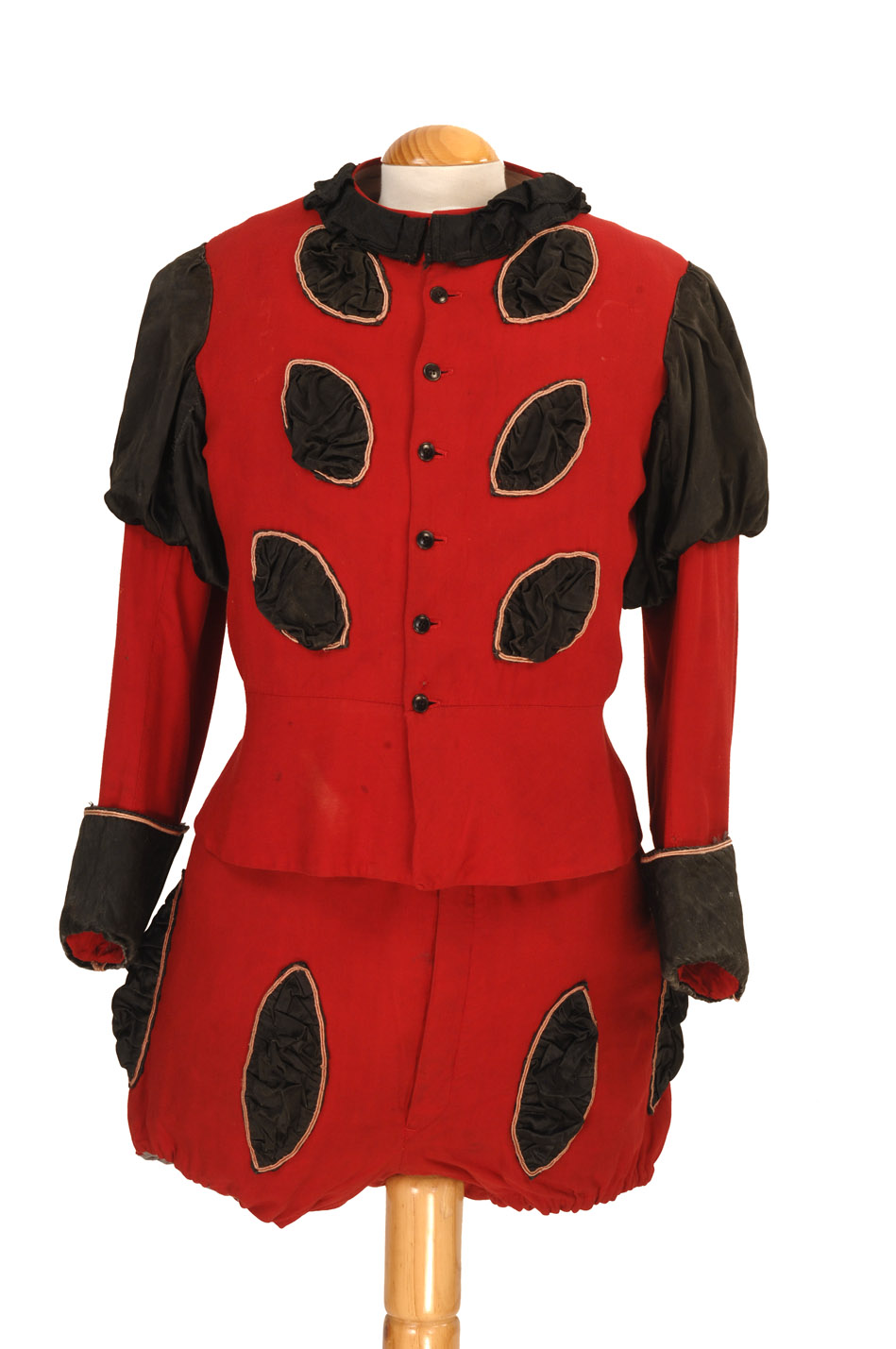
Fotografía de la exposición permanente de la sala "Secano y Montaña" del Museo Valenciano de Etnología - Fotografías de Mateo Gamon. Vestido de demonio de Casa Insa, Fondo Casa Insa - Carmen Ferrés. Valencia, -. Posiblemente utilizado en representaciones teatrales.

## Historia
El creador de la ropería Casa Insa fue Miguel Insa Pareja el que el 14 de septiembre de 1876 tuvo la titularidad del negocio. El origen de esta empresa está en la ropería Gimeno que regentaba Juan María Gimeno y Mateu situada en la calle Baja del Alfondech número 14 de la ciudad de Valencia y en la que entró a trabajar Miguel Insa Pareja en 1850 como ayudante. En 1866 Juan María Gimeno decidió traspasarlo y Miguel Insa se hizo cargo amortizando el pago del negocio con su trabajo hasta que quedó en sus manos en 1876.
La ropería se mantuvo hasta 1889 en la calle Bajo del Alfondech, a partir de esta fecha se localizó en la actual calle Baja número 48. El negocio lo continuó su hijo, Miguel Insa Pastor, hasta que falleció sin hijos en 1961. Su sobrino, Juan Ferrés Insa, continuó con el negocio familiar junto a su mujer, Josefa García Juste y tras ellos su hija Carmen Ferrés García con la ayuda de su hermana hasta 1996 que se retiró, a partir de ahí hasta el año 2009 que cerró definitivamente, sus sobrinos se encargaron de la empresa.

## Fondo
En el año 2009 Carmen Ferrés realizado la donación a La ETNO - Museo Valenciano de Etnología del Fondo Casa Insa. Los fondos se componen de más de cinco mil piezas de indumentaria festiva tanto relegiosa como profana. Además se incluye un fondo documental que incluye libros de registro desde 1830 y más de dos mil fotografías. También se entregaron los equipos de trabajo, más seis gigantes y cincuenta cabezudos.